# Coprinellus disseminatus
 Coprinellus disseminatus  je gljiva malih dimenzija koja pripada familiji Psathyrellaceae, a filumu Basidiomycota. Veoma su krhke i imaju oblik koji neodoljivo podseća na kišobran.

## Opis gljive
Šešir je konveksan, nalik na zvono. Veličine je od 0.5 cm do 2 cm. Kod mladih plodonosnih tela je beo, zatim dobija sivkastu boju sa smeđim centrom. Od ivica šešira, pa sve do centralnog kruga, pružaju se brazde. Mladi listići su provbitno beli, ali ubrzo dobijaju sivkastu boju, da bi na kraju pocrneli, ali ne delikvesciraju. Postoji razmak između listića, tako da nisu zbijeni. Otisak spora je crn ili tamno braon. Drška je bele boje, vitka, tanka, krhka i šuplja. Dužine je od 2 cm do 4 cm, a širine od 0.5 mm do 2 mm. Može biti ravna ili zakrivljena, ali ostaje iste debljine celom svojom dužinom. Ne poseduju prsten, ali su zato prekrivene sitnim belim dlakama. Iako gljive rastu poprilično blizu jedna drugoj, njihove drške se ne stapaju, već svaka nastaje iz posebne baze.

## Rasprostranjenje i stanište
Saprotrofna je vrsta, koja raste u grupama, u blizini panjeva ili mrtvih stabala, najčešće listopadnih drveća. U velikim količinama se može naći posle kiša. Javljaju se od ranog proleća, do kasne jeseni. Kosmopolitska je gljiva. Česta je u Evropi, kao i Severnoj i Južnoj Americi, Australiji i većini delova Azije. 

## Jestivost
Vrsta se smatra jestivom. Ljudi je ne konzumiraju, jer je veoma malih dimenzija. Neutralnog je ukusa. Ukoliko se odlučite da je jedete, potrebno ju je prethodno skuvati. 

## Lekovita svojstva
Smatra se da ima antitumorsko dejstvo. Ekstrakt micelije ove vrste inhibira proliferaciju i indukuje apoptozu u ćelijama karcinoma cerviksa, tako što aktivira protein kaspazu.
Rađen je i eksperiment na belim miševima. Polisaharidi ekstrahovani iz micelija ove gljive koji su dati miševima, kod njih su inhibirali rast sarkoma 180 i  erlih tvrdih kancera za 100% i 90%, respektivno.